# Substanz
Die Substanz (lateinisch substantia, von lateinisch sub stare ‚darunter stehen‘) ist, woraus etwas besteht. In der Philosophie ist Substanz die Bezeichnung des Begriffs für das unveränderliche, beharrende und selbstständige Seiende, dasjenige, das ‚unter‘ den veränderlichen Eigenschaften bzw. Akzidenzien ‚steht‘. Spätestens seit Descartes werden darunter hauptsächlich individuelle Gegenstände (dieses Haus, dieser Mensch) verstanden, deren Kategorie die Substanz ist.
In der Umgangssprache und in den Naturwissenschaften wird Substanz auch für grundlegende chemische Stoffe verwendet, in der Chemie für feste Stoffe. Beide Begriffe lassen sich gleichermaßen auf Aristoteles zurückführen, der dafür den Namen ousia einführte und neben den Einzeldingen auch eine materia prima als Substanz erwogen hatte.

## Philosophie

### Antike
Frühe (insb. vorsokratische) Ansätze antiker Ontologie versuchen, ein über die Zeit hinweg konstantes Prinzip zu beschreiben (arche ‚Prinzip‘; hyle ‚Stoff‘), das die Vielfalt der Erscheinungswelt erklärt. Die Eleaten sprechen dabei von einem eigentlich Seienden im Gegensatz zum Schein. Platon entwirft vor diesem Problemhintergrund seine Ideenlehre. Grundlage der Erscheinungen seien ideale Entitäten. Er spricht in diesem Zusammenhang vom Zugrundeliegenden (hypokeimenon). Nach Platon ist dieses Zugrundeliegende das, was durch eine Definition erfasst wird, und er bezeichnet es gelegentlich als ousia.
Aristoteles hingegen verwendet diesen Ausdruck systematisch, auch wenn er die Ideenlehre Platons nicht teilt, insofern er idealen Entitäten keine unabhängige Existenz einräumen will. Ihm zufolge kommt die Konstanz von Objekten und ihren Eigenschaften durch ideale, substantielle Formen zustande; die Veränderlichkeit wird durch deren Gegenstück, Materie, konstituiert; nur Einheiten aus Materie und Form komme eigentliche Existenz zu. Unabhängig existierende Einzeldinge (z. B. Sokrates) bezeichnet er als primäre Substanzen. Arten (z. B. Menschen) (species) und Gattungen (z. B. Lebewesen) (genera) nennt er sekundäre Substanzen. Sie sind keine ersten und eigentlichen Seienden (ousia prote), was sich darin abbildet, dass sie nicht nur Satzsubjekt, sondern auch Prädikatsnomen sein können. Einer und derselben Art entspricht eine Form, während die Verschiedenheit der Individuen einer Art durch die Materie konstituiert wird.
Einem Einzelding kommen gattungsspezifische (z. B. Beseeltheit) und artspezifische (z. B. Vernunftbesitz) Eigenschaften „konstitutiv“ zu, d. i., ein Objekt wäre nicht dieses selbe ohne eine derartige Eigenschaft; die Menge dieser Eigenschaften heißt daher wesentliche oder essentielle oder substantielle Eigenschaften; sie machen die Substanz eines Objekts aus. Weiter lassen sich einem Objekt notwendig zukommende, aber nicht dem Wesen bzw. der Substanz zugeordnete Eigenschaften ausmachen, propria (gr. idion, lat. proprium, übersetzbar mit Merkmal, Eigentümlichkeit).
„Unwesentliche“ Eigenschaften, die einem und demselben Ding zukommen können oder auch nicht, heißen Akzidentien, Zufallende. Sie benötigen eine Unterlage, ein Substrat – eben die Substanz. Die Materie ist Prinzip des Wandels und damit der realisierbaren Möglichkeiten, die Form und Substanz das Prinzip der Konstanz und damit der je realisierten Wirklichkeit und der die Möglichkeiten hervorbringenden Wirksamkeit, der Träger wechselnder Affektionen (symbebekota). Diese Ontologie erklärt also, wie überhaupt ein und dieselbe Sache sich „ändern“ kann.
Die Struktur des Denkens (also der Begriffe) und der Sprache (also der Worte) hat hierzu eine systematische Entsprechung: Die Substanz ist das, „von dem“ etwas (eine Eigenschaft) ausgesagt wird (also das Satzsubjekt) – nicht aber umgekehrt. Da alle sonstigen Prädikationen durch die Substanz ihren Einheitsbezug haben, hat diese den ersten Rang im aristotelischen System der Kategorien. Da die Substanz bedingendes Prinzip von Bedingungen und Bestimmungen ist, ist etwas umso mehr Substanz, je weniger es bedingt ist; im eigentlichsten Sinne ist Substanz daher Gott.
Die hellenistische Schulphilosophie spricht neben ousia auch von hypostasis, wozu substantia das lateinische Äquivalent ist. In der Stoa wird der Substanzbegriff naturphilosophischer interpretiert: Die Substanz ist der Stoff. Seneca nimmt dies auf. Substanz ist das Körperliche, Stoffliche im Gegensatz zum Vorgestellten, Bildhaften. Bei ihm und Quintilian findet sich ein frühes Vorkommnis des lateinischen Ausdrucks substantia.

### Mittelalter
Die frühe christliche Theologie verwendet den ontologischen Grundbegriff der Substanz ebenfalls, wenngleich oftmals in gegenüber der etablierten Systematik unorthodoxer Weise, v. a. wenn damit Glaubensmysterien wie die der Trinität oder Transsubstantiation vor vereinfachenden ontologischen Rekonstruktionen zu bewahren versucht werden: weder beispielsweise handle es sich um drei Götter noch um eine bloß akzidentelle Teilhabe an Christi Leib und Blut.
Die arabische, jüdische und lateinische Scholastik folgt weitgehend dem antiken Sprachgebrauch und diskutiert unterschiedlichste Stellungnahmen zum Substanzbegriff (Einige Aspekte hierzu sind dem Artikel Universalienproblem entnehmbar.)

### Neuzeit
Auch die frühe Neuzeit verwendet weitgehend antike und mittelalterliche Terminologie und Konzeptualisierungen. Descartes beispielsweise nennt die Substanz ein selbständig existierendes Objekt und unterscheidet unerschaffene, eigentliche (d. i.: nur Gott) und erschaffene (d. i.: ohne Gott nichtseiende) Substanzen. Letztere sind immerhin lediglich von Gott abhängig – anders etwa als Relationen und akzidentelle Eigenschaften, die nur an erschaffenen Substanzen und durch diese existieren. Unter die erschaffenen, uneigentlichen Substanzen zählen einerseits ausgedehnte, körperliche und andererseits raum- und ortlose, geistige Objekte (mentale Vermögen, Akte und Gehalte). (Hierzu und zu sich anschließenden Folgeproblemen siehe z. B. Philosophie des Geistes und die dort verlinkten Artikel.) Eigenschaften müssen je Substanzen zugeschrieben und zugedacht werden, wie umgekehrt Substanzen nur mittels Eigenschaftszuschreibungen denkbar sind, denn Denken bewegt sich je in der Struktur von Substanz und Attribut.
Baruch de Spinoza gibt folgende Definition: Substanz heiße, was in sich ist und durch sich begriffen wird; Attribut heiße, was im Verstand als das Wesen einer Substanz erfasst wird. Gäbe es zwei Substanzen, müsste die eine aus der anderen begreifbar sein – im Widerspruch zu dieser Definition. Es könne daher nur eine Substanz geben. Diese nennt Spinoza Gott bzw. Natur. Sowohl Räumliches wie Mentales sind fundamental je nur göttliche Attribute. Damit tilgt Spinoza den Dualismus materieller und geistiger Entitäten des Descartes und reduziert ihn auf einen strikten Monismus (es gibt nicht nur einen Typ, sondern auch nur ein Objekt unter dem Seienden). Spinozas Position wird häufig dem Neutralen Monismus und dem Panpsychismus zugerechnet.
Gottfried Wilhelm Leibniz setzt dagegen eine unendliche Vielheit an Substanzen, die er Monaden nennt. Wechselseitig und zum Fundamentalbegriff eines Weltkonzepts kompatible Substanzen bilden mögliche Welten, wovon Gott nur eine aktualisiert habe, und zwar die bestmögliche. Monaden sind also zwar geschaffen, existieren aber unabhängig, und bringen darüber hinaus gemäß einem ihnen inhärenten, mit ihrem Wesen identischen Gesetz der Serie auch selbständig alle ihre Eigenschaften hervor, was auf sprachlicher und begrifflicher Ebene der semantischen Analyse entspricht, dass alle Prädikate eines wahren Satzes als im Subjekt enthalten verstanden werden. Wie von einem Objekt prinzipiell – für einen allwissenden Geist auch wirklich – jeweils auch Relationen zu sämtlichen anderen Objekten wahrheitsgemäß aussagbar sind, so repräsentieren Monaden in ihrem eigenen Wesen sämtliche Wahrheiten auch über alle anderen Substanzen, wenngleich sie auf diese je nur in unterschiedlich abgeschattetem Grade zugreifen können. Alle Phänomene der Erscheinungen seien auf diese atomaren Substanzen zurückführbar, insbesondere komme Raum und Zeit keine unabhängige Existenz zu; vielmehr werde der Raum durch die Relationen der Monaden konstituiert.
John Locke kritisiert den klassischen Substanzbegriff, weil die dabei unterstellten Eigenschaftsträger letztlich unbekannt blieben; ähnlich argumentiert George Berkeley. Auch David Hume gibt den Substanzbegriff aus empiristischen Gründen auf: nur Zustände seien sinnlich wahrnehmbar; über Naturgesetze, zukünftige Wahrheiten und insbesondere Objektkonstanz sei kein sicheres, d. i. insbesondere erfahrungsbasiertes, Wissen möglich.
Immanuel Kant versucht, zwischen Empirismus und realistischem Rationalismus einen Zwischenweg zu formulieren. Er hält daran fest, dass Substanz heißt, was den Akzidentien als beharrliches Substrat gegenübersteht. Ein Wissen über Dinge an sich sei jedoch nicht möglich – lediglich über Strukturen unserer Erkenntnisvermögen, welche der Objekterkenntnis als Ermöglichungsbedingungen vorausliegen (Kant nennt derartige Möglichkeitsbedingungen transzendental). Unter diese transzendentalen Strukturen zählt auch, dass wir nur insofern überhaupt Erkenntnis hätten, als unser Verstand die Wirklichkeit in konstant bleibende Eigenschaftsträger strukturiert, also eben Substanzen unterstellt; deren Wesen und separate Existenz sei jedoch nicht an sich wissbar, sondern je nur deren Dispositionen, für uns gleichgeartete Erkennende bestimmte Erscheinungen hervorzubringen.
Das kantische Projekt, Metaphysik und Erkenntnistheorie auf die Analyse der Strukturen der Vernunft zu orientieren, wird im deutschen Idealismus eher dergestalt weiterverfolgt, dass der kantische Realismus zugunsten eines idealistischen Standpunkts aufgegeben wird. Für Johann Gottlieb Fichte gibt es überhaupt keine wirkliche Substanz; damit werde nur die Gesamtheit von Relationsgliedern bezeichnet.
Georg Wilhelm Friedrich Hegel lehnt sich an Spinozas Konzept Gottes als der einen, absoluten Substanz an. Doch er bezeichnet dessen Philosophie als starre Substanzmetaphysik. Für ihn ist Gott oder die geistige Substanz im Wesentlichen Geist. Dieser zeichnet sich durch seine Tätigkeit aus. Er fordert, die absolute Substanz müsse dementsprechend nicht nur als Objekt, sondern zugleich auch wie ein Subjekt gedacht werden. Der Geist bildet ebenso die Substanz der Sittlichkeit der Individuen.
Friedrich Schleiermacher führt die kantische Relativierung der Ontologie auf die Bedingungen unserer Erkenntnis weiter, indem er divergierende Schematisierungen von Einzeldingen und Eigenschaften diskutiert, insbesondere auch deren Relativität gegenüber Sprachkreisen, d. i. insb. Kulturen und begrifflichen Schemata.
Arthur Schopenhauer kritisiert den Substanzbegriff als irrige Abstraktion aus der Materie. Aus der Wesenheit (essentia) könne keine Wirklichkeit (existentia) hervorgehen, d. h. aus einem bloßen Begriff könne man kein Dasein folgern.

### 20. Jahrhundert und Gegenwart
Im Laufe des 20. Jahrhunderts wurde in weiten Teilen kontinentaler Philosophie die Metaphysikkritik des 19. Jahrhunderts verschärft und damit auch der Substanzbegriff weiter diskreditiert, ähnlich wie frühe Vertreter analytischer Philosophie die empiristische Metaphysikkritik des 17. und 18. Jahrhunderts weiterentwickelten. Beispielsweise wurde im Sinne der empiristischen These, Substanzen seien nur Bezeichner von Eigenschaftsbündeln, versucht, singuläre Bezeichner durch Prädikatausdrücke (zusammen mit den üblichen prädikaten- und quantorenlogischen Ausdrucksmittel) zu ersetzen. Seit Mitte des 20. Jahrhunderts haben sich dagegen zahlreiche analytisch geschulte Philosophen wieder verstärkt metaphysischen Fragen zugewendet – ein Interesse, das an Rekonstruktionen traditioneller Systeme interessierte analytische Philosophie wie z. B. Anscombe auch unter dem Einfluss Wittgensteins nicht aufgegeben hatten.
Frühe, nach wie vor weiterverfolgte Ansätze wurden u. a. von Peter Strawson formuliert. Dieser versucht, die Referenz bestimmter Subjektausdrücke als grundlegend u. a. für den Gebrauch von Quantoren auszuweisen. Wiggins hat eine Theorie sortaler Prädikate entwickelt, welche gewissermaßen die aristotelische Theorie sekundärer Substanzen modernisiert. Andere nach wie vor bedeutsame analytische Klassiker mit substantiellen Beiträgen zum Substanzbegriff sind beispielsweise David K. Lewis und David M. Armstrong. U. a. im Zusammenhang mit einer Theorie von Wahrmachern und einer formalen Ontologie überhaupt werden ontologische Konzepte diskutiert, die einen Substanzbegriff im ungefähr aristotelischen Sinne ausarbeiten.

## Naturwissenschaften
|  |  |
|  |  |

|  |  |  |  |  |
|  |  |  |  |  |

|  |  |
|  |  |

|  |  |  |  |  |
|  |  |  |  |  |
|  |  |  |  |  |

Bedeutung von Substanz in den Naturwissenschaften:
- chemische Stoffe (Elemente wie chemische Verbindungen),[8] insbesondere wenn es um ihre Identität geht (Reinsubstanz statt Stoffgemisch, gelöste Substanz statt Lösungsmittel, Wirksubstanz statt Wirk- oder Hilfsstoff)
- In der technisch-chemischen Verfahrenstechnik umfasst der Begriff Stoff, auch als Substanz bezeichnet, im weiteren Sinne Reinstoffe und Stoffgemische, auch in ihren jeweiligen Aggregatzuständen, sowie Stoffkomplexe. So würde man (flüssiges) Wasser, Eis und (Wasser-)Dampf als drei Stoffe bezeichnen.[8] Auch viele Stoffgruppen der Praxis, wie Naturstoff, Farbstoff, Lebensmittelzusatzstoff und Ähnliches leiten sich davon ab, fachsprachlich nicht streng nur chemische Stoffe als eine Substanz-Gruppe zu behandeln
- Im Speziellen nur Material, das sich als Feststoff (z. B. nach Fällung) abtrennen oder durch sein Aussehen identifizieren lässt (z. B. die Substantia nigra und die Substantia grisea).

## Wortgebrauch im übertragenen Sinne
Häufig wird der Begriff Substanz auch im Sinne von wichtige Stoffe verwendet, zum Beispiel in der Redewendung "etwas geht an die Substanz". Dies bedeutet
- im stofflichen bzw. medizinischen Sinne, dass die Vorräte des Körpers aufgebraucht sind und nun die Grundlagen angegangen werden, und
- im psychologischen Sinne, dass die persönlichen Schutzmechanismen (Abwehr, Verdrängung usw.) nicht mehr greifen.

Im betriebswirtschaftlichen Sinne bezeichnet Substanz die Qualität der Ressourcen und den Wert des Vermögens eines Unternehmens.

## Theologie
In der Theologie wird der Begriff der Substanz u. a. in der Gotteslehre, der Trinitätslehre, der Christologie und der Transsubstantiationslehre verwendet. Die klassische theologische Position versteht Gott als einfache Substanz (nicht aus Wesensteilen zusammengesetzt), aber dreieinig, wobei diese Dreiheit aber jeder numerischen Distinktion vorausliegt. Die göttliche und menschliche Natur Jesu Christi wird als substantiell geeint verstanden. Gelehrt wird klassischerweise ein Austausch der Substanzen von Brot und Wein durch jene von Leib und Blut Christi, während die akzidentellen Eigenschaften (zu schmecken wie Brot usw.) oberflächlich bestehen bleiben. Eine Entwicklung dieser Lehren wird in den entsprechenden Hauptartikeln dargestellt.